# Liste der Naturdenkmale in Schmitten im Taunus
Die Liste der Naturdenkmale in Schmitten im Taunus nennt die im Gebiet der Gemeinde Schmitten im Taunus im Hochtaunuskreis in Hessen gelegenen Naturdenkmale.
| Bild            | Bezeichnung                     | Ortsteil, Lage                           | Beschreibung | Art   | Nr. |
| --------------- | ------------------------------- | ---------------------------------------- | --- | ----- | --- |
| Fotos hochladen | Luthereiche                     | Brombach 50° 17′ 22,2″ N, 8° 27′ 38,7″ O | Traubeneiche, die anlässlich des 400. Geburtstages von Martin Luther gepflanzt wurde. Baum mit schöner, ausgeprägter Kronenbildung. |       | 39  |
| Fotos hochladen | Eiche an der Familienheimstätte | Dorfweil 50° 16′ 51,6″ N, 8° 27′ 7″ O    | Sehr alter, knorriger Baum der als letztes Exemplar eines ehemaligen Eichenwäldchens erhalten geblieben ist.                        | Eiche | 41  |

## Belege
1. ↑  
Naturdenkmale. www.hochtaunuskreis.de, archiviert vom Original am 20. Februar 2016; abgerufen am 27. April 2016.
2. ↑  
39 (350) Luthereiche. Archiviert vom Original am 20. Februar 2016; abgerufen am 27. April 2016.
3. ↑  
41 (351) Eiche an der Familienheimstätte. Archiviert vom Original am 20. Februar 2016; abgerufen am 27. April 2016.

- Karte mit allen Koordinaten:
- OSM |
- WikiMap